# جون هنري ستيل
وهو سياسي أمريكي ينتمي إلى الحزب الديمقراطي وبد جون هنري ستيل في 8 آب - أغسطس من سنة 1891 في ولاية الينوي الأمريكية أنهى ستيل دراسة الحقوق بجامعة واشنطن في سانت لويس وقد شارك ستيل في الحرب العالمية الأولى واصيب في فرنسا تولى جون هنري ستيل منصب نائب حاكم ولاية الينوي ما بين الأعوام 1937 إلى عام 1940 وشغل جون هنري ستيل منصب حاكم الولاية لمدة ثلاثة أشهر 1940 إلى 1941 بعد وفاة الحاكم هنري هورنر في تشرين الأول - أكتوبر من سنة 1940 توفي جون هنري ستيل في مدينة سانت لويس في ولاية ميسوري الأمريكية في 5 تموز - يوليو من سنة 1962